# Elaliita
A elaliita ou elaliite é um mineral com fórmula Fe
9PO
12
 (ou Fe2+
8Fe3+(PO
4)O
8
) que foi gerado pela primeira vez em laboratório na década de 1980 e identificado pela primeira vez a partir de origens naturais em 2022, quando também foi dada a designação oficial de mineral. É um mineral ortorrômbico, com grupo espacial Cmmm (grupo espacial 65).

## História
A elaliita foi identificada pela primeira vez na Terra por cientistas da Universidade de Alberta, que receberam um pedaço de 70 gramas de um meteorito de 15 toneladas que caiu na Somália e foi notado pela primeira vez pela comunidade científica internacional em 2020. A elaliita foi nomeada após o distrito de El Ali, na Somália, onde o meteorito foi encontrado.
O mineral foi identificado por Andrew Locock, que é empregado da Universidade como chefe de seu laboratório de microssonda eletrônica. Locock também identificou o primeiro espécime natural de elkinstantonita na mesma amostra.
Versões sintéticas de elaliita foram produzidas em um laboratório francês na década de 1980, mas não puderam ser categorizadas como um mineral até que fossem encontradas na natureza. O futuro do meteorito é incerto, pois foi enviado para a China, presumivelmente para venda.